# أغلايا جعيداء
أغلايا جعيداء (الاسم العلمي:Aglaia rugulosa) هي نوع من النباتات تتبع جنس الأغلايا من الفصيلة الأزدرختية.